# Ивангородска тврђава
Ивангородска тврђава (рус. Ивангородская крепость; фин. Iivananlinna; ест. Jaanilinna linnus) руско је средњовековно војничко утврђење саграђено 1492. године по налогу тадашњег великог московског књаза Ивана III Васиљевича. Утврђење, око којег се с временом развио савремени град Ивангород, налази се на крајњем северозападу европског дела Руске Федерације, односно на десној обали реке Нарве, на југозападу данашње Лењинградске области (Кингисепшки рејон).
Утврђење је саграђено зарад очувања западних граница руске државе од напада Тевтонаца и Швеђана који су у том периоду господарили балтичким обалама. На супротној обали реке Нарве налази се Херманов дворац, утврђење које су током XIII века саградили управо витезови Тевтонског реда.
Ивангородска тврђава представља правоугаоно утврђење саграђено на врху Девичне горе на десној обали Нарве. Обухвата површину од 150 м² и опасана је каменим зидинама висине до 14 метара. Свега четири године касније шведска војска успела је да заузме утврђење, али се ту задржала свега седам часова, повукла се и тврђаву вратила Русима. Исте године утврђење је знатније проширено и додатно утврђено, а додатно проширење све до обале реке уследило је током 1507. године, чиме је утврђење попримило облик утврђеног града. Од 1617. до 1704. тврђава се налазила у саставу Краљевине Шведске, а потом коначно долази под власт Руске Империје.
Током Другог светског рата нацисти су користили тврђаву као логор за ратне заробљенике и цивиле. Током борби за ослобођење Ивангорода (град је ослобођен 25. јула 1944) тврђава је доживела знатна разарања, а значајан део зидина никада није у потпуности обновљен.
У унутрашњости тврђаве налазе се и две мање цркве, једна посвећена Успењу Пресвете Богородице, а друга Светом Николи.
Ивангородска тврђава данас се налази на листи културног наслеђа Руске Федерације, где је заведена под бројем № 4710095000 као архитектонски споменик од националног значаја.